# Corelli (V-Mann)
Thomas Richter (* 24. Oktober 1974 in Morl; † zwischen 4. und 7. April 2014 in Paderborn) war ein deutscher rechtsextremer Aktivist im Umfeld der neonazistischen Terrorgruppe Nationalsozialistischer Untergrund (NSU). Als Corelli diente er dem Bundesamt für Verfassungsschutz (BfV) von 1994 bis 2003 und 2005 bis 2012 als V-Mann und wurde durch häufige Reisen, Demonstrationsbeobachtungen, Internetangebote und Versandhandel zur bundesweiten „Top-Quelle“ der rechtsextremen Szene. Nach seiner Enttarnung 2012 lebte Richter unter neuer Identität. Im Zuge der Aufklärung des NSU-Komplexes blieb Richters Rolle unklar, unter anderem weil Sicherheitsbehörden Informationen gegenüber den NSU-Untersuchungsausschüssen und den Akteuren im NSU-Prozess zurückhielten. Er starb im April 2014 mutmaßlich an einem unerkannten natürlichen Diabetes, auch wenn Fremdeinwirkung (Vergiftung) anfangs nicht auszuschließen war.

## Entwicklung zur V-Person
Richter wuchs in Morl auf. Er besuchte dort die Oberschule und verließ sie 1988/1989 ohne einen Abschluss. Er fand in Anschluss daran einen Arbeitsplatz bei einem durch Deutschland reisenden Lederwarenhändler.
Von seinen drei älteren Brüdern, die alle Rechtsextremisten waren, wurde er mit 16 Jahren in Halle in ein rechtsextremistisches Umfeld eingeführt und dadurch sozialisiert. Ab 1992 war Richter Mitglied der Nationalistischen Front, die am 27. November 1992 verboten wurde. Nachdem bei seinem Förderer Meinolf Schönborn, einem Anhänger der Reichsbürgerbewegung, für den er ab 1993 arbeitete, bei einer Feier 1993 sämtliche Einrichtung zerstört wurde, bot er sich der Polizei als V-Mann an, um die Schäden bezahlen zu können. Später wurde er an das Bundesamt für Verfassungsschutz weitergereicht. Seinem Wunsch, aus dem neonazistischen Milieu herauszukommen, wurde nicht nachgekommen, da er eine wichtige Informationsquelle war.

## Aktivitäten
Richters Spitzname Mitte der 1990er Jahre war „HJ Tommy“; er behauptete jedoch in einer Vernehmung im NSU-Verfahren 2013, das bedeute nicht Hitlerjunge, sondern HJ stehe für „Hallescher Junge“. Er war in der Neonaziszene in Sachsen-Anhalt und Sachsen aktiv und insbesondere durch seine Internetaktivitäten und seine häufigen Reisen bundesweit vernetzt. Um die Jahrtausendwende galt Richter als einer der führenden Köpfe in der Neonaziszene Sachsen-Anhalts (Der Spiegel). Ein vertraulicher Bericht des Bundeskriminalamts (BKA) über rechtsextremistische Kameradschaften bezeichnete ihn als „Namensgeber und Initiator“ des Nationalen Widerstands Halle. Richter war Herausgeber der Zeitung Nationaler Beobachter und betrieb zahlreiche Internetseiten mit rechtsextremer Hetze. Er gründete einen rechtsextremen Musikvertrieb und stand über diesen in regem Kontakt mit der Blood-&-Honour-Bewegung.
Von Februar 1994 bis November 2012 spionierte Richter (mit einer Unterbrechung von 2003 bis 2005) als V-Mann für das BfV in Köln und lieferte dabei Informationen, die insgesamt 180 Aktenordner füllen (eine ergiebige Quelle des Verfassungsschutzes kommt üblicherweise auf 10 bis 20 Ordner Informationen). Die Informationsfrequenz und -intensität erhöhte sich ab 1999 und besonders ab 2005 mit mehr als 1000 Aktenstücken jährlich, sodass das BfV mit dem Auswerten dieser Berichte häufig nicht Schritt halten konnte. Der Sonderermittler des Parlamentarischen Kontrollgremiums des Bundestages, der Grünen-Politiker Jerzy Montag, der nach Richters Tod eingesetzt worden war, schätzt die Berichte Corellis als „nachrichtenehrlich“ ein.
Thomas Richters Rolle und Bedeutung im Personennetzwerk um die Terrorgruppe NSU ist bis heute ungeklärt. Es kam zu mindestens einem Treffen zwischen Richter und Uwe Mundlos, einem der späteren NSU-Mitglieder, im Februar 1995, als beide ihren Grundwehrdienst in Thüringen ableisteten. Richter berichtete anschließend dem BfV über Mundlos und dass dieser mit weiteren Personen in Jena eine Anti-Antifa-Gruppe, die „Kameradschaft Jena“ (siehe Neonazismus in Jena), gegründet hatte (aus der sich später der NSU rekrutierte). Als im Januar 1998 die als Bombenwerkstatt genutzte Garage des späteren NSU-Trios in Jena von der Polizei ausgehoben wurde (Garagendurchsuchung), entdeckte man eine von Mundlos erstellte Adress- und Telefonliste mit bundesweiten Kontaktdaten rechtsextremer Aktivisten, darunter auch zwei Telefonnummern Thomas Richters. Diese waren allerdings 1998 nicht mehr aktuell, weshalb unklar ist, ob seitdem weiterer Kontakt bestanden hatte. Unklar ist auch, wie eng der Kontakt Richters zu Unterstützern und Vertrauten des NSU-Trios war. Ab 2005 berichtete Richter umfangreich über Holger Gerlach, der als einer der Identitätsgeber des NSU (Uwe Böhnhardt hatte Gerlachs Pass und Rufnamen übernommen) als Gehilfe im NSU-Prozess angeklagt ist. Richter bezeichnete Gerlach aber nur als flüchtige Bekanntschaft, ebenso wie Thorsten Heise, einen weiteren NSU-Vertrauten, über dessen Aktivitäten Richter das BfV ab 2001 umfangreich in Kenntnis setzte. Weitere Personen des NSU-Umfelds wie Tino Brandt, André Kapke und Jan Werner kannte Richter – so weit bekannt – nur über gemeinsame Bekannte. Zudem hatte er Kontakt zur rechtsextremen Musikgruppe Gigi und die braunen Stadtmusikanten, die in ihrem 2010 veröffentlichten Lied Dönerkiller die NSU-Mordserie an Migranten verherrlichten, und stellte dem Neonazi-Fanzine Der Weiße Wolf Serverplatz zur Verfügung, dem der NSU 2002 eine Spende gemacht hatte und daraufhin lobend im Heft erwähnt worden war („Vielen Dank an den NSU, es hat Früchte getragen ;-) Der Kampf geht weiter …“).
Richter trat 1999 in Kontakt mit dem baden-württembergischen NPD-Mitglied, Musiker und Konzertveranstalter Achim Schmid, der im Jahr 2000 die Gruppe European White Knights of the Ku Klux Klan (EWK KKK) gründete, einen Ableger des rassistischen Geheimbundes Ku Klux Klan aus den Vereinigten Staaten. Richter, der laut Jerzy Montags Bericht persönlich nichts mit der Gruppe zu tun haben wollte, ließ sich vom BfV an die EWK KKK heranspielen. Er wurde im Juli 2000 als Anwärter aufgenommen und später Vollmitglied. Als Kleagle für die Rekrutierung weiterer Mitglieder zuständig, reiste er auf Kosten des BfV in die USA und nahm regelmäßig an Treffen im Raum Schwäbisch Hall/Heilbronn teil. Er berichtete insbesondere über teilnehmende Polizeibeamte, bis sich die Gruppe Ende 2002/Anfang 2003 auflöste. Diese Informationen wurden wiederum für die NSU-Ermittlungen relevant, weil einer der damaligen Teilnehmer der Gruppenführer der Polizistin Michèle Kiesewetter war, als diese am 25. April 2007 mutmaßlich von Uwe Mundlos und Uwe Böhnhardt erschossen wurde (Polizistenmord von Heilbronn).
Im Jahr 2005 übergab Richter seinem Vorgesetzten beim BfV eine CD mit dem Titel NSU/NSDAP, auf deren Cover zudem das Bild Die Hände des Führers, eine Wolfsangel (Symbol der Werwolf-Freischärler aus der Endzeit des Zweiten Weltkrieges) und eine Glock-Pistole mit Laserzieleinrichtung zu sehen sind.
Während seiner V-Mann-Tätigkeit beging Richter stets Rechtsverstöße. Bei einer Hausdurchsuchung wurde auch die Kampfschrift Der Weg vorwärts gefunden. Darin wird für eine zellenartige militante Organisation plädiert, die Anschläge auf Migranten ausüben soll. Weil Richter trotz Zusagen weiterhin rechtsextreme Musik über seinen Versandhandel vertrieb und damit Einnahmen am BfV vorbei erhielt, beendete die Behörde im September 2003 seine V-Mann-Tätigkeit, nahm sie aber im Juni 2005 wieder auf. In der Zwischenzeit hatte sein V-Mann-Führer den Kontakt nicht abreißen lassen. Das BfV bezahlte Richter Autos, seine Schulden und Abschlussprämien, zudem Tausende von Euros für eine „Unterbringung durch befreundeten Auslandsdienst“ und „Kosten einer Sprachschulungsmaßnahme im Ausland“. Er erhielt Sonderprämien, nachdem seine umfangreiche EDV-Anlage von der Polizei beschlagnahmt worden war. Der Verfassungsschutz finanzierte den Neukauf. Insgesamt erhielt Richter vom BfV 296.843 Euro.
Richter arbeitete zuletzt als Lederwarenhändler.

## Enttarnung und Tod
In einem Pressegespräch am 17. September 2012 stellte der Innenminister von Sachsen-Anhalt, Holger Stahlknecht (CDU), die haltlose Behauptung auf, Politiker der Linken hätten durch „Indiskretionen“ einen Zusammenhang zwischen „Corelli“ und Thomas Richter hergestellt und damit den V-Mann in Lebensgefahr gebracht; nach diesem Pressegespräch erschien in der Magdeburger Volksstimme ein Artikel, in dem „Thomas R.“ erstmals als V-Mann bezeichnet wird. Richter war seit diesem Zeitpunkt im Zeugenschutzprogramm des Verfassungsschutzes. Ausgestattet mit einer neuen Identität (Thomas Dellig), lebte er zuletzt in einer Wohnung in der Gegend von Schloß Holte-Stukenbrock.
Anfang April 2014 starb Richter überraschend im Alter von 39 Jahren. Nachdem am 3. April ein Treffen mit ihm verabredet worden war, wurde er am 7. April 2014 von seinem Vermieter tot in seiner Wohnung in Paderborn gefunden. Der Vermieter hatte auf Betreiben zweier Verfassungsschützer die Tür aufgebrochen. Erste Vermutung für die Todesursache war eine unentdeckte Diabetes-Erkrankung, so die Staatsanwaltschaft. Am 4. April war im Google-Suchprogramm in Richters Wohnung die Anfrage „Wohin mit Magenschmerzen?“ eingegeben worden. Der Frankfurter Rundschau zufolge wurde im Laufe des Aprils 2014 der vom Notarzt auf den Namen Dellig ausgestellte Totenschein von der Polizei umgeschrieben und ein neuer, rückdatierter Beerdigungsschein ausgestellt.
Auch im Innenausschuss des Bundestags warf der Tod Richters Fragen auf. Der Ausschuss lud den leitenden Oberstaatsanwalt aus Paderborn vor, dem Minister Kutschaty eine Aussagegenehmigung erteilte. Als die Abgeordneten Einblick in die toxikologischen Gutachten aus den Ermittlungsakten verlangten, sperrte sich der Oberstaatsanwalt jedoch.
Am 2. Juni 2016 sagte der Diabetologe Werner A. Scherbaum im NSU-Untersuchungsausschuss des nordrhein-westfälischen Landtags aus. Sein Obduktionsergebnis von 2014, nach dem Richter eindeutig an einem „komatösen Zuckerschock“ gestorben sei, relativierte er. Die Tragweite des Falles sei ihm nicht bewusst gewesen. Er habe sich weiter kundig gemacht und sei auf zwei Stoffe (Alloxan und Vacor, ein Rattengift) gestoßen, deren Einverleibung dieselben Symptome wie ein Zuckerschock erzeugen könne. Der Untersuchungsausschuss gab daraufhin eine erneute toxikologische Untersuchung der asservierten Körperteile Richters in Auftrag. Am 21. Juni 2016 nahm die Staatsanwaltschaft Paderborn das Todesermittlungsverfahren zu Corelli wieder auf. Mehrere toxikologische Gutachten ergaben weitere Hinweise auf eine natürlich entstandene Diabetes, woraufhin die Staatsanwaltschaft das Verfahren im März 2017 einstellte. Laut Tanjev Schultz ergab die Ermittlung, dass Fremdverschulden ausgeschlossen werden könne.

## Lückenhafte Aufarbeitung
Thomas Richter übergab seinem Quellenführer beim Bundesamt für Verfassungsschutz 2005 eine DVD mit rechtsextremem Material und einer Datei mit dem Titel „NSDAP/NSU“. Bei deren damaligen Erstauswertung konnte nach einem Bericht der Bild beim Bundesamt niemand etwas mit dem Kürzel „NSU“ anfangen. Diese CD wurde dem ersten Bundestags-NSU-Untersuchungsausschuss vorenthalten und tauchte erst einige Monate nach Richters Tod im Archiv des Bundesamtes für Verfassungsschutz auf. Zu diesem Zeitpunkt kam es zu einer Vielzahl unkoordinierter behördlicher Ermittlungen; die Experten des BfV kamen dabei zu anderen Einschätzungen als diejenigen des LfV Hamburg. Im Oktober 2014 setzte das Parlamentarische Kontrollgremium zur Untersuchung des NSU-Falls den ehemaligen Grünen-Abgeordneten Jerzy Montag als Sonderermittler ein.
Anfang 2014 hatte bereits ein Kontaktmann beim Hamburger Landesamt für Verfassungsschutz eine weitere DVD mit dem Titel „NSU/NSDAP“ abgegeben, an deren Produktion Thomas Richter offenbar beteiligt war. Das Landesamt für Verfassungsschutz sieht Hinweise dafür, dass Richter die CD 2006 an den Hamburger Kontaktmann versandte. Sie enthielt 15.000 rassistische und antisemitische Texte und Bilder. Im Begleittext wurde sie als „erste umfangreiche Bilddaten-CD des Nationalsozialistischen Untergrundes der NSDAP (NSU)“ bezeichnet.
Im Auftrag des Parlamentarischen Kontrollgremiums des Bundestages untersuchte Montag bis Mai 2015 den Fall Richters. WDR, NDR und die Süddeutsche Zeitung konnten den 300 Seiten starken Bericht einsehen und veröffentlichten Details. Der Präsident des Bundesamts für Verfassungsschutz, Hans-Georg Maaßen, stellte wegen dieser Veröffentlichung eine Strafanzeige wegen Weitergabe vertraulicher Informationen. Corelli war laut Montag vor allem „quantitativ“ eine Spitzen-Quelle für das BfV. Montag zeigte sich entsetzt darüber, dass angesichts der Masse an Informationen, die Corelli lieferte, nur wenig beim BfV ausgewertet wurde.
Ende Mai 2016 tauchten im Bundesamt für Verfassungsschutz in Köln deutsche und niederländische Prepaid-Karten von Corelli auf, die nicht auf einen Bezug zum NSU ausgewertet und auch nie dem Sonderermittler vorgelegt worden waren. Kurz darauf wurde der Sonderermittler wieder eingesetzt und im Juni 2016 weitere unausgewertete oder falsch ausgewertete Handys aufgefunden.
Der Autor Tanjev Schultz spricht im Zusammenhang mit der jahrelangen behördlichen Untätigkeit von einem Versagen des Staates.